# Gerbillus gerbillus
Il gerbillo egiziano minore (Gerbillus gerbillus  Olivier, 1801) è un roditore della famiglia dei Muridi diffuso nell'Africa settentrionale, centrale e nel Vicino oriente.

## Descrizione

### Dimensioni
Roditore di piccole dimensioni, con la lunghezza della testa e del corpo tra 78 e 99 mm, la lunghezza della coda tra 97 e 136 mm, la lunghezza del piede tra 25 e 30 mm, la lunghezza delle orecchie tra 11 e 14 mm e un peso fino a 27 g.

### Aspetto
La pelliccia è lunga e soffice. Le parti dorsali sono color sabbia con la base dei peli grigia, i fianchi sono più chiari, mentre le parti ventrali, parte della groppa e gli arti sono bianchi. Sono presenti una macchia bianca sopra ogni occhio e una alla base posteriore di ogni orecchio. Le orecchie sono relativamente grandi e ricoperte di piccoli peli. Gli occhi sono grandi. La coda è più lunga della testa e del corpo, è dello stesso colore del dorso sopra, biancastra sotto e termina con un ciuffo di lunghi peli grigiastri scuri e biancastri. 
Il cariotipo è 2n=42-43 FN=72-74.

## Biologia

### Comportamento
È una specie terricola e notturna. Scava tane profonde tra i 30 e gli 80 cm, con le entrate chiuse dalla sabbia durante i periodi più caldi. Probabilmente entra in letargo in inverno. Il suo raggio d'azione varia tra i 1.000-2.000 m dai rifugi. 

### Alimentazione
Si nutre di granaglie e in parte di materiale vegetale ed insetti.

### Riproduzione
Si riproduce in qualsiasi periodo dell'anno. Danno alla luce 3-6 piccoli alla volta. L'attività riproduttiva è correlata alla temperatura esterna ed alla durata del giorno. 

## Distribuzione e habitat
Questa specie è diffusa nelle regioni desertiche e semi-desertiche dell'Africa settentrionale, dalla Mauritania, Sahara occidentale, Marocco meridionale, Algeria, Mali, Niger, Ciad e Sudan settentrionali, Algeria, Tunisia, Libia, Egitto fino alla Penisola del Sinai e alla parte meridionale di Israele.
Vive nelle dune sabbiose, in ambienti con vegetazione sparsa, in palmeti e colture.

## Conservazione
La IUCN Red List, considerato il vasto areale e la popolazione numerosa, classifica G.gerbillus come specie a rischio minimo (Least Concern).